# Mycalesis surkha
Mycalesis surkha är en fjärilsart som beskrevs av Marshall 1882. Mycalesis surkha ingår i släktet Mycalesis och familjen praktfjärilar. Inga underarter finns listade i Catalogue of Life.